# Un colt por 4 cirios
Un colt por 4 cirios ist ein 1971 entstandener Italowestern in spanischer Koproduktion, den Ignacio F. Iquino unter Pseudonym inszenierte und der am 18. Dezember 1971 in Bilbao seine Uraufführung hatte. Im deutschsprachigen Raum wurde er nicht aufgeführt.

## Handlung
In einem Westernstädtchen wird ein Überfall auf eine Steuerlieferung Gold verübt, hinter dem der skrupellose Bankier Oswald steckt; er hat Rogers und seine Gang dafür engagiert, einen ehemaligen Freund des Sheriffs Frank und Liebhaber von dessen Ex-Freundin Berta. Der am Überfall beteiligte Farley versucht, seinen Beuteanteil zu erhöhen, indem er das erbeutete Gold stiehlt. Am nächsten Morgen wird er ermordet aufgefunden.
Rogers und Berta müssen sich nun gegen Verdächtigungen wehren, die Geschehnisse inszeniert zu haben und suchen Unterstützung beim jetzigen Amtsinhaber. Nach Raufereien, Schießereien und Intrigen kann Oswald überführt werden, obwohl der Sheriff bis zum Schluss Rogers misstraut. Oswald heuert erneut Schläger an, setzt den Sheriff gefangen, tötet Berta und will Rogers hängen sehen. Erst eine Gruppe von Rangern stellt den Frieden und Gerechtigkeit wieder her.

## Kritik
„Der Regisseur scheint sich in diesem Genre nicht besonders wohl zu fühlen, wenn man den Film betrachtet“, schreibt Ángel Comas.

## Bemerkungen
In Italien lief der Film, der erste Western von Iquino, (unter dem Titel La mia colt ti cerca… 4 ceri ti attendono) erst 1974 an. Die internationale Version führt im Vorspann zahlreiche Fantasienamen auf.